# Stefan Wojnecki
Stefan Władysław Wojnecki (ur. 6 kwietnia 1929 w Poznaniu, zm. 4 stycznia 2023 tamże) – polski artysta fotograf i teoretyk fotografii, uhonorowany tytułem Artiste FIAP (AFIAP). Członek rzeczywisty Okręgu Wielkopolskiego Związku Polskich Artystów Fotografików. Członek honorowy Fotoklubu Rzeczypospolitej Polskiej Stowarzyszenia Twórców. Prezes Zarządu Poznańskiego Towarzystwa Fotograficznego. Członek honorowy PTF.

## Życiorys
Był synem Edwarda i Zofii. Ukończył studia na Wydziale Matematyczno-Przyrodniczym Uniwersytetu im. Adama Mickiewicza w Poznaniu (1952). Od 1978 wykładowca poznańskiej PWSSP (obecnie ASP); w latach 1987–1993 dziekan jej Wydziału Malarstwa, Grafiki i Rzeźby oraz kierownik Zaocznego Studium Fotografii Profesjonalnej (obecnie Zaoczne Studium Fotografii w Katedrze Fotografii ASP Poznań).
Od 1952 roku był członkiem Poznańskiego Towarzystwa Fotograficznego, w którym pełnił funkcję prezesa Zarządu PTF – w 1978 został członkiem honorowym PTF. W 1971 roku został przyjęty w poczet członków rzeczywistych Okręgu Wielkopolskiego Związku Polskich Artystów Fotografików (legitymacja nr 392), przez wiele lat był członkiem Rady Artystycznej ZPAF.
Prace prezentował (m.in.) na wystawach: „Krok w nowoczesność” (Poznań 1957), „Twarze” (Poznań 1969), „Fotografowie poszukujący” (Warszawa 1971), „Duogramy – seria informacyjna (Poznań 1972 – pokazywał tu własne duogramy, oparte częściowo na fotografii), „Sztuka alternatywna” (1974), „Hiperfotografia” (Poznań 1978), „Pęknięcia – ku symulacji” (Poznań 1999), „Alchemia szczelinowego otworka” (2003). Autor tekstu „Odcinanie pępowiny” (1998), poświęconego fotografii cyfrowej. Organizator wystaw i sympozjów.
W 1972 został uhonorowany tytułem Artiste FIAP (AFIAP) – przez Międzynarodową Federację Sztuki Fotograficznej FIAP. Fotografie Stefana Wojneckiego mają w swoich kolekcjach m.in. Galerii Miasta Brna (Czechy), Muzeum Historii Fotografii im. Walerego Rzewuskiego w Krakowie, Muzeum Narodowe w Poznaniu, Muzeum Narodowe we Wrocławiu.
Został pochowany 14 stycznia 2023 na cmentarzu junikowskim w Poznaniu.

## Odznaczenia
- Odznaka Zasłużony Działacz Kultury (1969)
- Medal 50-lecia Poznańskiego Towarzystwa Fotograficznego (1974)
- Odznaka Honorowa Miasta Poznania (1974)
- Odznaka Honorowa Miasta Gorzowa Wielkopolskiego (1979)
- Złota Odznaka Federacji Amatorskich Stowarzyszeń Fotograficznych w Polsce (1983)
- Medal 40-lecia Polski Ludowej (1984)
- Złoty Krzyż Zasługi (1985)
- Medal Okręgu Świętokrzyskiego ZPAF (1985)
- Medal im. Tadeusza Cypriana (1985)
- Medal im. Jana Bułhaka (1985)
- Medal Jubileuszowy 30-lecia Gorzowskiego Towarzystwa Fotograficznego (1985)
- Medal 40-lecia ZPAF (1987)
- Medal 150-lecia Fotografii (1989)
- Złoty Medal „Zasłużony dla Fotografii Polskiej”[8]
- Medal Komisji Edukacji Narodowej (2000)
- Złoty Medal Zasłużony Kulturze Gloria Artis (2007)[9]
- Krzyż Kawalerski Orderu Odrodzenia Polski (2014)

Źródło